# Trisquel GNU/Linux
Trisquel GNU/Linux（トリスケルグヌースラッシュリナックス）は、オペレーティングシステムの一つ。UbuntuをもとにしたGNU/Linuxディストリビューション。
GNU FSDGに適合する完全に自由なOSで、Ubuntuのカーネルからバイナリ・ブロブを除去した版を使用しており、ファームウェアのレベルまでプロプライエタリ・ソフトウェアを含まない。
プロジェクトの運営は寄付による。ロゴはケルト人のトリスケリオン。
GNUプロジェクト創設者リチャード・ストールマンは、2015年1月、彼のLibreboot X60マシンでTrisquelを使っていることを表明した（彼は以前はLemote YeeloongマシンでgNewSenseを使用していた）。TrisquelはGNUプロジェクトやフリーソフトウェア財団のサーバーでも使われている。

## 概観
Trisquelは5つの基本バージョンを用意している。完全なソースコードは3 GiBのDVDイメージで提供される。

### Trisquel
標準のTrisquelディストリビューションはMATEデスクトップ環境を備え、英語、スペイン語など50言語の多言語対応を含む。2.5 GiBのDVDイメージで配布される。

### Triskel
Triskel は KDEデスクトップ環境を備え、同じく英語、スペイン語など50言語の多言語対応を含んでいる。

### Trisquel Mini
Trisquel Miniはネットブックや古いハードウェアでも動作するように作られた代替的な開発ラインで、LXDEデスクトップ環境を採用している。軽量GNU/Linuxディストリビューションに分類される。英語、スペイン語などの多言語対応を含み、500 MiBのCDイメージからインストールできる。

### Trisquel Sugar TOAST
SugarとはOLPC向けに開発された児童・生徒のインタラクティブ・ラーニングのための自由なデスクトップ環境である。Trisquel Sugar TOASTではMATEの代わりにSugarデスクトップ環境がインストールされる。

### Trisquel NetInstall
Trisquel NetInstallは25 MiBのCDイメージで、デスクトップ環境は付属せず、テキストベースのネットワークインストーラーの起動に必要な最小のソフトウェアからなる。インターネット経由でパッケージをダウンロードし、カスタマイズされたデスクトップOSを作ることができる。

## 沿革
Trisquelプロジェクトは2004年、ガリシア語に対応した教育用オペレーティングシステムの開発を目的としてスペインのビーゴ大学の支援で始まり、2005年4月、リチャード・ストールマンを特別ゲストに迎えて正式に発表された。プロジェクトリーダーのルーベン・ロドリゲスによれば、ガリシア語への対応は北アメリカとメキシコのスペイン・ガリシア州オウレンセ県からの移民コミュニティの関心を呼んだという。
2008年12月頃、Trisquelはフリーソフトウェア財団の推奨する自由なGNU/Linuxディストリビューションの一覧に掲載された。

## バージョン
コードネームはケルト神話の神からとられている。
| 凡例 | サポート終了 | サポート中 | 現行バージョン | 最新プレビュー版 | 将来のリリース |

| バージョン | コードネーム | リリース日 | サポート期限 | カーネル           | デスクトップ環境 | 派生元                            |
| ---------- | ------------ | ---------- | ------------ | ------------------ | ---------------- | --------------------------------- |
| 1.0        | Arianrhod    | 2007-01-30 | N/A          | Linux 2.6.18.6     | GNOME 2.14       | Debian 4.0 Etch                   |
| 2.0 LTS    | Robur        | 2008-07-24 | 2014-03-02   | Linux 2.6.24       | GNOME 2.22       | Ubuntu 8.04 LTS Hardy Heron       |
| 3.0 STS    | Dwyn         | 2009-09-08 | 2011-05-11   | Linux-libre 2.6.28 | GNOME 2.26       | Ubuntu 9.04 Jaunty Jackalope      |
| 3.5 STS    | Awen         | 2010-03-22 | 2011-07-14   | Linux-libre 2.6.31 | GNOME 2.28       | Ubuntu 9.10 Karmic Koala          |
| 4.0 LTS    | Taranis      | 2010-09-18 | 2015年       | Linux-libre 2.6.32 | GNOME 2.30       | Ubuntu 10.04 LTS Lucid Lynx       |
| 4.5 STS    | Slaine       | 2011-03-24 | 2012-09-15   | Linux-libre 2.6.35 | GNOME 2.32       | Ubuntu 10.10 Maverick Meerkat     |
| 5.0 STS    | Dagda        | 2011-09-17 | 2014-03-02   | Linux-libre 2.6.38 | GNOME 2.32       | Ubuntu 11.04 Natty Narwhal        |
| 5.5 STS    | Brigantia    | 2012-04-16 | 2014-03-02   | Linux-libre 3.0    | GNOME 3.2        | Ubuntu 11.10 Oneiric Ocelot       |
| 6.0 LTS    | Toutatis     | 2013-03-09 | 2017年       | Linux-libre 3.2    | GNOME 3.4        | Ubuntu 12.04 LTS Precise Pangolin |
| 7.0 LTS    | Belenos      | 2014-11-03 | 2019年       | Linux-libre 3.13   | GNOME 3.12       | Ubuntu 14.04 LTS Trusty Tahr      |
| 8.0 LTS    | Flidas       | 2018-04-18 | 2021年       | Linux-libre 4.4    | MATE 1.12        | Ubuntu 16.04 LTS Xenial Xerus     |
| 9.0 LTS    | Etiona       | 2020-10-16 | 2023年       | Linux-libre 4.15   | MATE 1.20        | Ubuntu 18.04 LTS Bionic Beaver    |
| 10.0 LTS   | Nabia        | 2022-02-01 | 2025年       | Linux-libre 5.4    | MATE 1.24        | Ubuntu 20.04 LTS Focal Fossa      |
| 11.0 LTS   | Aramo        | 2023-03-29 | 2027年       | Linux-libre 5.15   | MATE 1.26        | Ubuntu 22.04 LTS Jammy Jellyfish  |
| 12.0 LTS   | n/a          | n/a        | n/a          | Linux-libre        | n/a              | n/a                               |

GNOME 3.x系列を採用したバージョンは標準のGNOME ShellのかわりにGNOME Classic/Flashbackを利用している。バージョン6.0からはUbuntu LTSリリースのみをもとにしている。

### アプリケーション
現行のバージョンには以下のアプリケーションがインストールされている。
- Abrowser - フリーでないアドオンを表示せず、商標を含まないMozilla Firefoxの改称版。Mozillaは改変版がMozillaの商標を使用することを禁止しているため、Debian IceweaselやGNU IceCatと同様に名称を変更している[32]。
- Gnash - Adobe Flash Playerを置き換えるフリーのFlashプレーヤー[33]。

## 評判

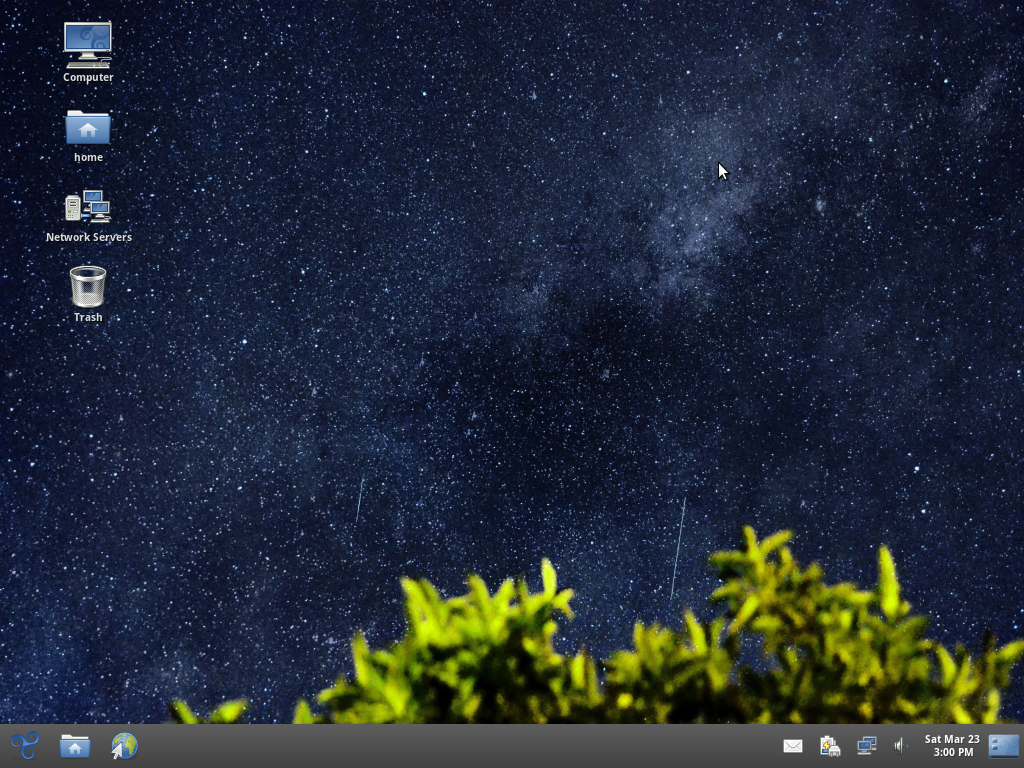
GNOMEフォールバックモードで起動したTrisquel 6.0 Toutatis

2010年10月、DistroWatchのジェシー・スミスは、Trisquel 4.0 Taranisを評し、洗練されていて、信頼性が高いとした。また、問題点として「アプリケーションの追加と削除」が名前に反して標準アプリケーションの削除に対応していないことを挙げた。彼はTrisquelが単にプロプライエタリ・ソフトウェアに対抗するものではなく、自由ソフトウェアの有用性を肯定的に示したOSであると評価した。
2012年9月、The Linux Action Show!のクリス・フィッシャーとマット・ハートリーは、Trisquel 5.5 BrigantiaおよびTrisquel Miniのデザイン、使いやすさ、ハードウェア互換性を賞賛する一方で、Linux-libreカーネルを使用しているため、フリーでないWiFiデバイスが機能しなくなる点を指摘した。彼らはTrisquelはパワーユーザーを対象としており、初心者はほかのディストリビューションを使った方がよいとした。

## ハードウェア
自由ソフトウェア互換のチップセットをもつi386, x86_64アーキテクチャがTrisquel 5.5 Brigantiaからサポートされている。